# Rosso José Serrano
Rosso José Serrano Cadena (30 de agosto de 1942) es un general de la Policía Nacional de Colombia que ejerció su cargo entre 1994 y 2000 durante la presidencia de Ernesto Samper Pizano

## Vida y carrera
Serrano se incorporó a la Policía Nacional de Colombia en 1960, se formó en la Escuela de Cadetes de Policía General Santander, se graduó en Administración Policial y obtuvo un doctorado en Derecho y Ciencias Políticas en la Universidad La Gran Colombia.
Como General de la Policía Nacional, fue uno de los artífices del desmantelamiento del Cartel de Cali y del Cartel de Medellín. Recibió numerosas condecoraciones nacionales e internacionales por su trabajo contra las drogas ilícitas, el narcotráfico y la reestructuración de la policía colombiana. Actualmente trabaja como jefe de la misión diplomática colombiana en Austria.
El 16 de mayo de 2007, en una audiencia judicial en Medellín, el exjefe paramilitar y comandante de las Autodefensas Unidas de Colombia (AUC), Salvatore Mancuso, declaró que Serrano había intervenido en nombre de los líderes de las AUC capturados en el departamento de La Guajira, entre los que se incluía a Rodrigo Tovar Pupo (alias "Jorge 40").
| Predecesor: Octavio Vargas Silva | Director general de la Policía Nacional de Colombia 6 de diciembre de 1994 - 13 de junio de 2000 | Sucesor: Luis Ernesto Gilibert Vargas |